# 안티오케이아의 마르가리타

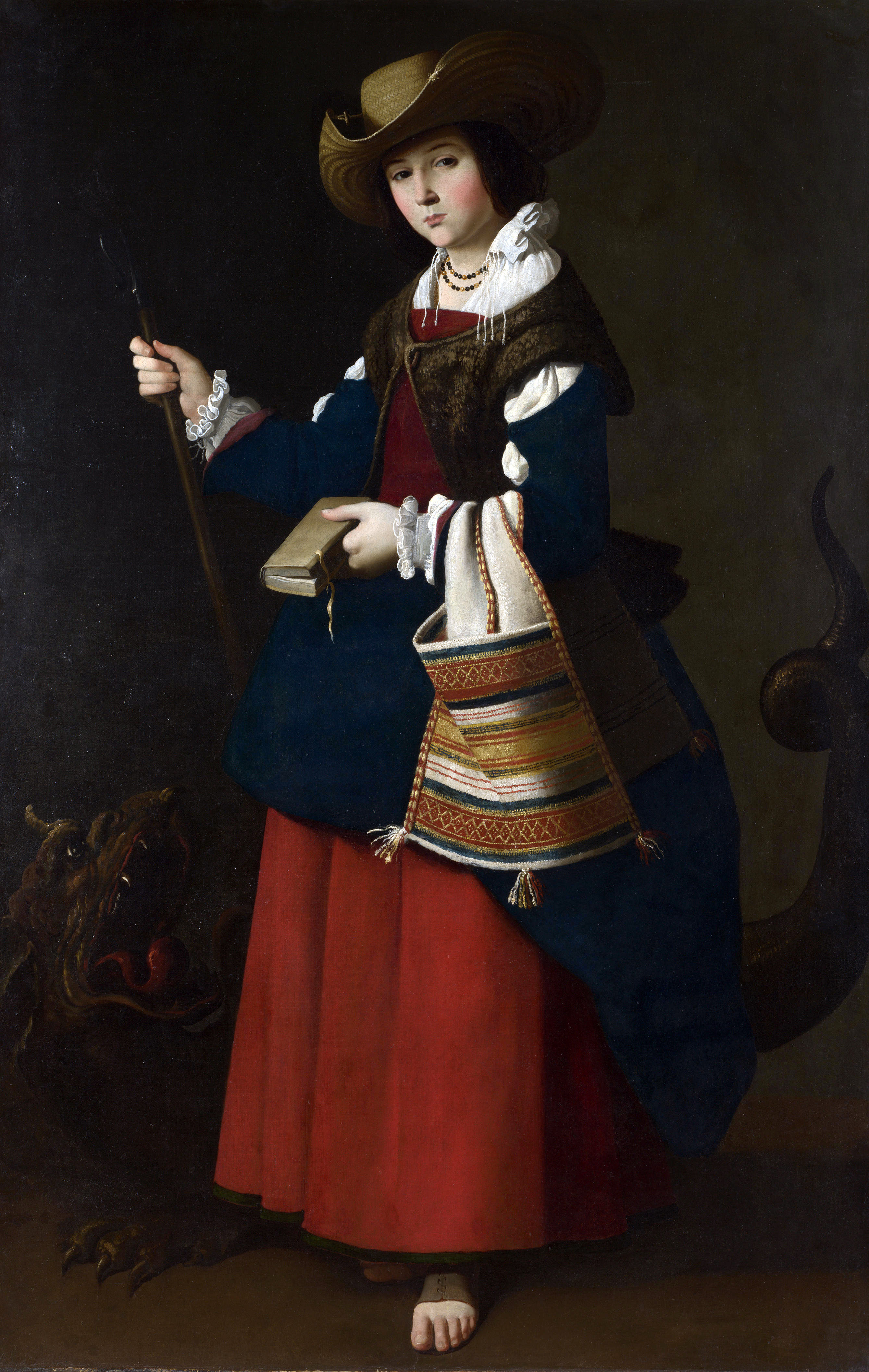
성녀 마르가리타

안티오키아의 마르가리타(? - 304년) 또는 마리나는 초기 기독교의 동정녀 순교자이자 14성인 가운데 한 사람이다. 기독교의 성인. 로마 가톨릭에서의 축일은 7월 20일, 동방 정교회에서의 축일은 7월 17일이다. 마르가리타는 라틴어로 진주라는 뜻이며, 회화에서는 일반적으로 양을 돌보거나 십자가로 드래곤을 찌르는 젊은 여인으로 묘사된다. 농부·임산부·교사·군인의 수호 성녀이다.

## 행적
안티오키아의 마르가리타에 관한 이야기는 중세의 전설에서 유래한다. 역사적으로 마르가리타는 오늘날의 터키인 안티오키아 출신의 젊은 여인으로 5세기 혹은 4세기에 살았던 것으로 보이며, 4세기 초 로마 황제 디오클레티아누스의 박해 때 순교한 것으로 추정된다. 교황 젤라시오 1세는 마르가리타에 관한 전설을 출처가 의심스러운 외경이라고 선언했으나 라비누스 마우루스의 순교록에 다시 수록되면서 마르가리타의 명성은 지속되었다.
《황금전설》에 따르면, 마르가리타는 귀족 출신이었으며 이교 사제 테도오시우스의 딸이었다. 그녀는 어머니를 일찍 여의어 어느 그리스도인 유모의 보살핌 아래 자라 자연스럽게 기독교 신앙을 배우고 세례를 받았다. 기독교를 신봉하게 된 날부터 태도가 돌변한 딸을 보고 의심을 갖게 된 그녀의 아버지는 어느 날 그녀를 다그쳐 그녀의 개종 사실을 알게 되었다. 화가 난 아버지는 딸을 내쫓아버렸다. 집을 나온 마르가리타는 이후 귀족 신분임에도 불구하고 유모와 함께 천한 양치기 생활을 하면서 생계를 꾸려나갔다.
그녀가 14살이 되던 해, 그 지방 장관으로 부임한 올리브리우스가 우연히 양을 돌보던 그녀를 보고 그녀의 아름다움에 반해 그녀가 자유인이라면 자신의 아내가 되고 노예라면 첩이 되어 달라고 애원했다. 이에 마르가리타는 자신이 귀족 신분이며 그리스도인이라는 것을 밝혔다. 올리브리우스는 기독교 신앙을 버리지 않으면 무서운 형벌을 받게 될 것이라고 위협하였으나 마르가리타는 그의 요구를 완강히 거부했다. 그 결과 올리브리우스는 격분하여 그녀를 체포하여 갖은 고문을 가하고 어두운 감옥에 가두어 버렸다. 그녀가 감옥에 있을 때 한 악마가 드래곤의 형상으로 변모하여 나타나 그녀를 집어삼키고 말았다. 그러나 이빨로 씹히지 않고 그저 꿀꺽 삼켜졌기 때문에 다행히 살아남을 수 있었다. 그녀는 두려워하지 않고 성호를 그으며 하느님에게 계속 도움을 구하는 기도를 했다. 그러자 갑자기 드래곤의 배가 갈라지면서 마르가리타는 상처 하나 없이 온전한 모습으로 빠져나왔다.
며칠 후 그녀는 다시 법정으로 소환되어 갖은 형벌을 받았지만 하느님의 가호로 그녀의 몸에는 상처 하나 생기지 않았다. 결국 그녀는 마지막에 참수형으로 순교했다. 마르가리타가 처형되기 직전 기도를 올리자 하늘에서 “너의 기도를 들었노라.” 하는 목소리가 들렸다. 이 일로 인해 처형장을 지켜보던 수많은 관중들이 감동을 받아 기독교로 개종했다고 한다.
한편, 마르가리타는 잔 다르크에 나타나 하느님의 계시를 알린 성인 가운데 한 사람이기도 하다.